# Nousseviller-Saint-Nabor
Nousseviller-Saint-Nabor (Duits: Nussweiler-Sankt-Nabor)  is een gemeente in het Franse departement Moselle (regio Grand Est). Nousseviller-Saint-Nabor telde op 1 januari 2022 1.185 inwoners.
De gemeente maakt desinds 22 maart 2015 deel uit van het kanton Stiring-Wendel. Daarvoor hoorde het bij het kanton Behren-lès-Forbach, dat toen opgeheven werd. Het arrondissement Forbach fuseerde met het arrondissement Boulay-Moselle tot het huidige arrondissement Forbach-Boulay-Moselle.

## Geografie
De oppervlakte van Nousseviller-Saint-Nabor bedroeg op 1 januari 2022 6,13 vierkante kilometer; de bevolkingsdichtheid was toen 193,3 inwoners per km².

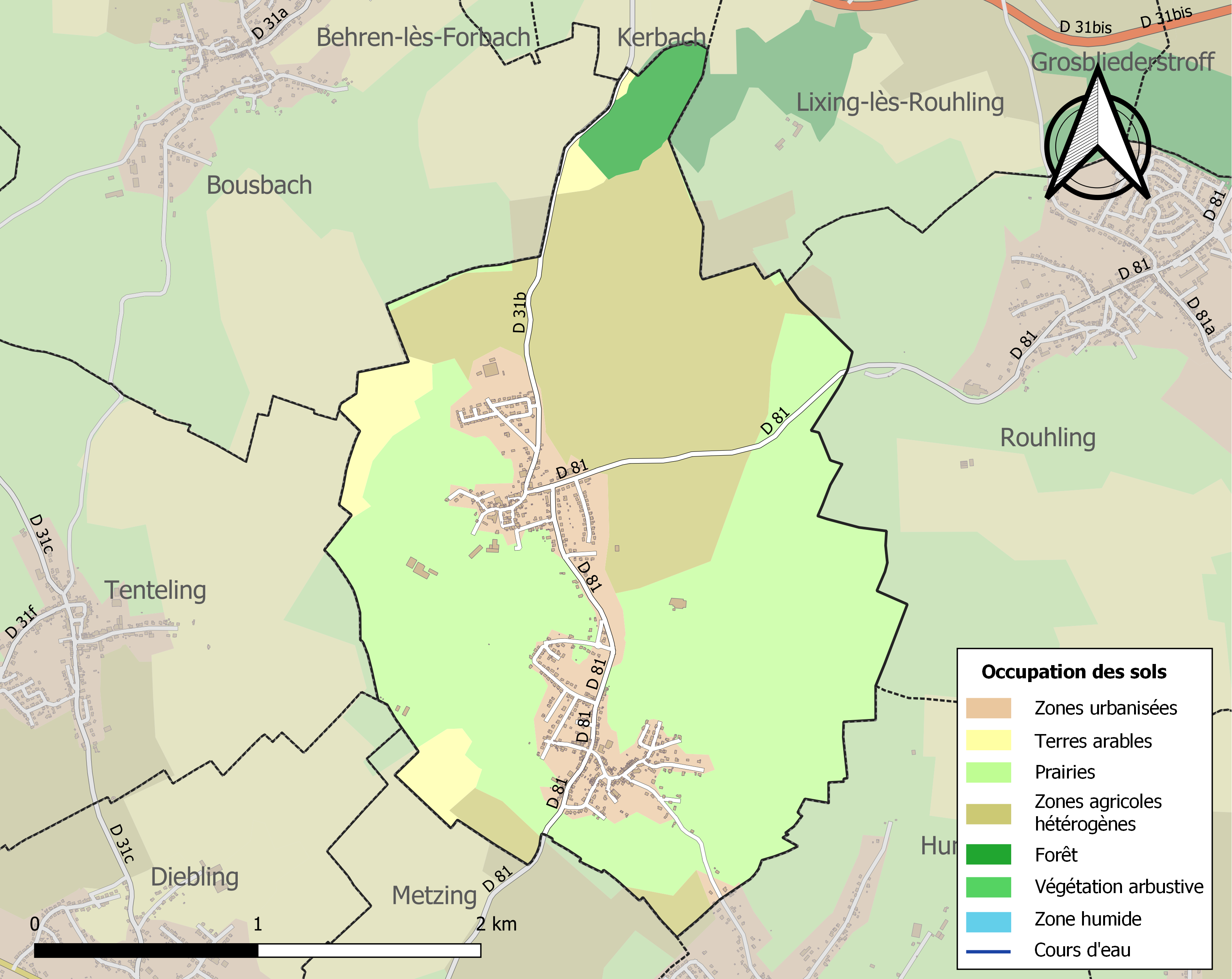
Kaart van de gemeente met de belangrijkste infrastructuur, bodemgebruik en omliggende gemeenten

## Demografie
Onderstaande figuur toont het verloop van het inwonertal (bron: INSEE-tellingen).